# Восточный Мисамис
Восточный Мисамис (филипп. Silangang Misamis, себ. Sidlakang Misamis, сокр. Mis. Or.) — провинция Филиппин в регионе Северного Минданао (X регион) на о. Минданао. Административный центр — город Кагаян-де-Оро. Губернатор — Оскар С. Морено

## География
Соседние провинции — Букиднон на юге, Северный Агусан и Южный Агусан на востоке, на севере граничит с морем Бохоль и островной провинцией Камигин.
Площадь — 3 570,0 км²

## История
Восточный Мисамис был выделен из провинции Себу. Была образована одна провинция под названием Мисамис. Кроме того, в 1929 г. и она была разделена на две части — Восточный Мисамис и Западный Мисамис.
В 1942 г. провинция была оккупирована японскими войсками. В 1945 г. она была освобождена соединенными силами США и Филиппин.
Наиболее ранние поселенцы в этих краях были негритосы. Несколько веков спустя здесь появились народы австронезийской семьи (малайцы), заняв прибрежные районы. В 16 веке большая часть о. Минданао, в том числе Мисамис, находились под контролем мусульманских народов.

## Население
Общая численность населения (2010) — 1 415 944 чел. Плотность населения — 396,62 чел./км².
Административный центр края — Кагаян-де-Оро, является и свободным городом. Другие значительные города: Эль Сальвадор и Гингоог.
Местное население говорит на языках себуано (в большинстве), тагальском, английском, испанском, илонгго, бохолано, варай, хигаонон.

## Административное деление
Административно провинция разделена на 23 муниципалитета и 2 города (Эль Сальвадор и Гингоог).

### Города
- Эль Сальвадор (El Salvador City)
- Гингоог (Gingoog City)

### Муниципалитеты
- Алубихид (Alubijid)
- Балингасаг (Balingasag)
- Балингоан (Balingoan)
- Бинуанган (Binuangan)
- Клаверия (Claveria)
- Гитагум (Gitagum)
- Инитао (Initao)
- Хасаан (Jasaan)
- Киногуитан (Kinoguitan)
- Лагонглонг (Lagonglong)
- Лагиндинган (Laguindingan)
- Либертад (Libertad)
- Лугаит (Lugait)
- Магсайсай (Magsaysay)
- Мантисао (Manticao)
- Медина (Medina)
- Нааван (Naawan)
- Опол (Opol)
- Салай (Salay)
- Сугбонгсогон (Sugbongcogon)
- Таголоан (Tagoloan)
- Талисайян (Talisayan)
- Вильянуева (Villanueva)

## Экономика
В провинции развиты различные направления сельского хозяйства, лесопромышленные разработки, добыча металлических руд и минералов, пищевая промышленность. Провинция экспортирует ананасы. Крупный транспортный узел — Таголоан.